# Juno Calypso
Juno Calypso (geboren 1989 in Hackney, London) ist eine britische Fotografin. In ihren Selbstporträts bearbeitet sie Themen wie Feminismus, Einsamkeit und Selbständigkeit. Während sie ganz alleine arbeitet, hat Calypso stilisierte Selbstporträts gemacht, in denen sie als ihr Alter Ego, „Joyce“, in einer ungewöhnlichen Umgebung inszeniert ist. Sie arbeitet auch als Auftragsfotografin.
Calypso war 2016 gemeinsame Gewinnerin des British Journal of Photography International Photography Award. 2018 bekam sie den Vic Odden Award durch die Royal Photographic Society verliehen.

## Leben und Arbeit
Calypso wurde 1989 in Hackney, London geboren. Sie schloss 2008 am Chelsea College of Arts (University of the Arts London) ab und machte 2012 ihren BA in Fotografie am London College of Communication (University of the Arts London).
Calypso stellt hoch stilisierte Selbstporträts her, die sie stets alleine fotografiert. Dabei wird sie zu ihrem Alter Ego "Joyce", eine „gelangweilte, frustrierte, einsame Hausfrau ihrer Fantasie“, in ungewohnter, ungewöhnlicher und übertriebener Umgebung.
Für ihre Serie "Joyce" fotografierte sich Calypso in verschiedenen Hotelzimmern. In der Arbeit geht es um die „bedrückenden Elemente der Weiblichkeit“, ihre „restriktiven Schönheitsregime und modernen Rituale der Verführung“. Sie sagte: „Ich versuche, ein perfektes Foto einer Frau zu machen, die versucht, eine perfekte Vision von sich selbst zu schaffen.“
In der Serie „The Honeymoon“ fotografierte sie sich alleine in einem amerikanischen Flitterwochen-Resort für Paare. Nell Frizzell schrieb in The Guardian: „Ein Großteil von Calypsos Werken strahlt ein Gefühl von luftleerer Klaustrophobie aus. Aber auf den Bildern des Honeymoon Hotels geht diese Frustration mit Einsamkeit einher.“ Alexandra Genova schrieb in Time, dass ihre „Arbeit ein zarter Tanz zwischen Komödie und Verzweiflung“ sei."

Calypso sagt:
Früher habe ich Joyce fotografiert, um Kritik an der mühsamen Konstruktion von Weiblichkeit zu üben, aber jetzt beginne ich zu erkennen, dass das Problem nicht das Make-up und die bizarren Geräte zur Körperverbesserung sind, sondern die Art und Weise, wie die Gesellschaft mit Frauen umgeht, die so viel in ihr Aussehen investieren.
Sie arbeitet auch als Werbefotografin.

## Veröffentlichungen mit Beiträgen von Calypso
- The Catlin Art Guide: New Artists in the UK. Catlin Holdings, 2013. Von Justin Hammond. ISBN 978-0-9564570-3-5
- It's Nice That Annual. London: It's Nice That, 2013.
- Mossless 4: Public/Private/Portrait. Brooklyn, NY: Romke Hoogwaerts; New York: International Center of Photography, 2016, ISBN 978-0-692-71239-9
- Girl on Girl: Art and Photography in the Age of the Female Gaze. London: Laurence King, 2017. Von Charlotte Jansen. ISBN 978-1-78067-955-6
- Firecrackers: Female Photographers Now. London: Thames & Hudson, 2017. Von Fiona Rogers und Max Houghton. ISBN 978-0-500-54474-7

## Kurzfilme
- The Linda Evans Rejuvenique Facial Toning System (2012)
- Empty Pleasures (2012)
- The Making of Joyce (2014)
- The Honeymoon Suite (2015)

## Auszeichnungen
- 2013: Gewinnerin, Besucherabstimmung, Catlin Art Prize, XL Catlin[18][19]
- 2016: Gemeinsamer Gewinnerin, British Journal of Photography International Photography Award, für Joyce. Die andere Gewinnerin war Felicity Hammond.[16][20]
- 2016: Eine von 24 ausgewählten, Foam Talent Call, Foam Fotografiemuseum Amsterdam[21][22]
- 2018: Vic Odden Award, Royal Photographic Society, Bath[23]

## Solo-Ausstellungen (Auswahl)
- 2015: Artist of the Day, ausgewählt von Tom Hunter, Flowers Gallery, London[24]
- 2015: 71a Presents: Juno Calypso, 71a Gallery, London, Oktober 2015[25]
- 2017: The Honeymoon, Golden Thread Gallery, Belfast
- 2018: What to Do with a Million Years, TJ Boulting, London, Mai–Juni 2018;[26][27][28]
- 2018/2019: Studio Giangaleazzo Visconti, Mailand, Italien[29]

## Gruppenausstellungen (Auswahl)
- 2015: Small is Beautiful, Flowers Gallery, London, UK & Flowers Gallery New York
- 2016: Lianzhou Foto Festival, 'As Entertaining as Possible', Lianzhou, China
- 2017: INDUSTRY, dc3 Art Projects, Edmonton, Kanada
- 2018: Routinised Absurdity, KINDL Centre for Contemporary Art, Berlin[30]
- 2019: Home Sweet Home, Les Rencontres de la Photographie d’Arles[31]
- 2019: Nude, Villa Schöningen, Berlin[32]
- 2020: MONSTER/BEAUTY, Lychee One, London[33]
- 2021: Youthquake! Kunsthal Museum, Rotterdam[34]
- 2022: Role Play, Prada Foundation, Tokio[35]
- 2023: The Horror Show, Somerset House, London[36]
- 2023: (IT’S MY PARTY) I CAN CRY IF I WANT TO, Guts Gallery, London[37]
- 2023: The Cult of Beauty, Wellcome Collection, London[38]